# Алней
Алне́й (Ална́й) — стратовулкан на полуострове Камчатка. Находится на водоразделе Срединного хребта, в верховьях рек Тигиль, Белая, Калгауч и Киревна.
Абсолютная высота — 2598 м. Щитовидная постройка вулкана значительно разрушена и осложнена древней кальдерой. В основании её лежат нижнеплейстоценовые базальты. Молодые почвы вулкана сложены андезитами, риодацитами, риолитами. Диаметр щита равен 20 км.. В постройке вулкана выделяются два ярко выраженных шлаковых конуса, от которых изливаются лавовые потоки. На восточном склоне вулкана расположены выходы термальных вод, уникальных по своему составу - Киреунская гидротермальная система. Вулкан является частью вулканического массива Алней-Чашаконджа, расположенного к западу от вулкана Шивелуч.
Через вершину Алнея проходит граница Усть-Камчатского и Тигильского районов Камчатского края.